# Тёплый Ключ (Якутия)
Тёплый Ключ (якут. Теплай Ключ, Сылаас Күлүүс) — село в Томпонском районе Республики Саха (Якутия) России. Административный центр Теплоключевского наслега. Основано в 1941 году.

## История
В 1920-х годах в связи развитием горнодобывающей отрасли СССР, возникла необходимость освоения ранее необжитых территорий Северо-Востока страны, богатых полезными ископаемыми. В 1931 году образован комбинат особого типа "Дальстрой", основной задачей которого являлось кратчайшие сроки произвести разведку и добычу стратегически важных полезных ископаемых с использованием труда узников лагерей ГУЛАГа
В 1941 году началось интенсивное строительство автомобильной дороги Якутск- Магадан в границах современного Томпонского и Оймяконского районов Якутии. Для обеспечения наиболее выгодных условий по организации строительства дороги, создавались базовые центры строительных участков
Первая палатка строителей на месте будущего села установлена 12 октября 1941 года инженером строителем автодорог и мостов Эрихом Герлингером, который был арестован в 1937 году органами НКВД и направлен на ссылку в Колымский регион.
Сам Эрих Андреевич был полностью реабилитирован в 1956 году и продолжил работу по строительству колымской трассы.  

## География
Село находится в восточной части Якутии, в пределах Центральноякутской низменности, на правом берегу реки Восточная Хандыга, на расстоянии 73 км к востоку-северо-востоку (ENE) от посёлка Хандыга, административного центра района. Абсолютная высота — 283 м над уровнем моря. Через населённый пункт проходит федеральная автотрасса «Колыма».
Климат
Климат характеризуется как резко континентальный, с продолжительной морозной и малоснежной зимой. Абсолютный минимум температуры воздуха самого холодного месяца составляет не менее -63.5° в январе, -62.7° в декабре и -61.3° в феврале и не менее -58° в ноябре и марте, абсолютный максимум самого тёплого месяца +37°+38° °C., уже к концу первой декады ноября температура в посёлке порой может падать до -52°-53°, как это произошло в ноябре 2013 года, расстояние для Оймякона-всего 310 км, что на 64 км ближе Хандыги, район достаточно близок к полюсу холода и самым низким температурам, к зоне самых холодных зим Северного Полушария. 
Часовой пояс
Село Тёплый Ключ находится в часовой зоне МСК+6. Смещение применяемого времени относительно UTC составляет +9:00.

## Население
| 2002 | 2010 | 2021 |
| ---- | ---- | ---- |
| 596  | ↗612 | ↘345 |

Половой состав
По данным Всероссийской переписи населения 2010 года, в гендерной структуре населения мужчины составляли 49,8 %, женщины — соответственно 50,2 %.
Национальный состав
Согласно результатам переписи 2002 года, в национальной структуре населения русские составляли 74 % из 596 чел.

## Улицы
| - ул. Дружбы, - ул. Зелёный, - ул. Мира, | - ул. Набережная, - ул. Октябрьская, - ул. Советская. |